# Closer (musikgrupp)
Closer är ett svenskt death metal-band som varit aktiva sedan hösten 2006. Deras första inspelning var EP:n Darkness in Me som publicerades av Pulverised Records. Deras första album, A Darker Kind of Salvation, kom 2008.

## Medlemmar

### Nuvarande medlemmar
- Andreas Melberg – sång
- Tobias Persson – trummor
- Per Bergquist – gitarr, sång
- Johannes Olsson – basgitarr

### Tidigare medlemmar
- Jonas Skoog – gitarr
- Björn Ahlqvist – basgitarr

## Diskografi

### Studioalbum
- A Darker Kind of Salvation (2008)

### EP
- Darkness in Me (2006)